# 佐々木道雄 (経営学者)
佐々木 道雄（ささき みちお、1897年4月16日 - 1996年2月2日）は、日本の経営学者。

## 人物・来歴
三重県出身。三高を経て1920年東京帝国大学経済学部卒。同大助手となり、同年経済学士を取得、1923年より助教授、1925年ベルリン高等商業学校留学。
1951年「アメリカのFinancial Mathematics」で東京大学経済学博士。明治大学商学部教授。1969年定年、名誉教授、和光大学教授を務めた。98歳まで生きた。

## 編著書
- 『商業数学教材 第1分冊』編. 丸善, 1930
- 『商業数学教材 問題集』編. 丸善, 1930
- 『複利・年金及賦金表 商業数学教材附表』編. 丸善, 1930
- 『商業数学』 (商学全集 千倉書房, 1931
- 『商業数学教材 第2分冊』丸善, 1931
- 『商業数学教科書 下巻』丸善,1935
- 『複利・年金及賦金表 商業数学教科書附表 増訂改版』編. 丸善, 1937
- 『経営計算全集 第10巻  経営計算用諸表. 第1部(金利計算用諸表) 』河出書房, 1938
- 『金利計算諸表 複利・年金及賦金表』東京大学協同組合出版部, 1949